# Corydalis trilobipetala
Corydalis trilobipetala är en vallmoväxtart som beskrevs av Hand.-mazz.. Corydalis trilobipetala ingår i släktet nunneörter, och familjen vallmoväxter. Inga underarter finns listade i Catalogue of Life.